# NRG (formato de archivo)
Un archivo .nrg es una propiedad de un formato de archivo de una imagen CD utilizado por Nero Burning ROM, un conjunto de utilidad hecha por Nero AG para crear y quemar imágenes de CD.
Aparte de Nero Burning ROM, hay una variedad de títulos de software que pueden utilizar estos archivos de imagen. Por ejemplo, Alcohol 120% o Daemon Tools pueden montar archivos NRG en unidades virtuales para su lectura.
Contrariamente a la creencia popular, .nrg no son imágenes ISO con la extensión .nrg y una cabecera adjunta.

## Convirtiendo archivo NRG
Hay varias herramientas disponibles para convertir un archivo de datos .nrg a una imagen de CD ISO 9660. Hay que tener en cuenta que convirtiendo una imagen de CD con el formato .nrg multitrack (Pistas + Datos) a ISO implica la pérdida de pistas de audio.
- De código abierto, herramientas de línea de comandos son:
  - nrg2iso — multi-plataforma. Codificado para leer todos los archivos nrg como el tipo disc at once (DAO) causando el error en el tipo de imágenes track at once (TAO).
  - iat — multi-plataforma. Herramienta para la detección de la estructura de muchos tipos de imagen de CD/DVD y conversión de imágenes de CD/DVD ISO9660.
  - fusenrg — para sistema Unix-like. Codificado para leer todos los archivos nrg como disc at once (DAO).
  - nrg4iso — (proyecto abandonado por el autor - su última actualización fue en octubre de 2007) para sistemas Unix (incluyendo Mac OS X). Puede convertir tanto imágenes DAO y TAO en imágenes de CD del tipo ISO 9660. No soporta DAO con varias pistas.
  - eNeRGy — Mac OS X, basado en nrg4iso, con una interfaz gráfica de usuario.
- Herramientas Shareware son:
  - MagicISO — convierte un archivo con el formato nrg a ISO, así como poder navegar por el mismo y la extracción de los archivos individuales de un archivo de datos nrg.

Los contenidos de datos de archivos NRG se pueden extraer directamente sin necesidad de crear una imagen ISO con archivadores de archivos freeware, tales como IZArc.

## Formato de archivo
El formato de archivo nrg utiliza una variación del Formato de Archivo de Intercambio (IFF) y almacena los datos en una cadena de "trozos". Todos los valores enteros se almacenan sin firmar en la orden de bytes big endian. La versión 1 del formato NRG almacena los valores como enteros de 32 bits. Nero Burning ROM v5.5 introdujo un nuevo formato de archivo NRG, versión 2, con soporte para enteros de 64 bits.

### Encabezado
El formato nrg no almacena su dato como encabezamiento a principios de un archivo. En cambio es sujetado al final del archivo como un footer. La información de imagen está almacenada como una cadena serializada de trozos de IFF. Para conseguir el offset del primer trozo uno tiene que leer el footer del archivo nrg de los últimos 8 o 12 bytes del archivo.

### Software de emulación que soporta NRG
- Alcohol 120%
- DAEMON Tools
- MagicISO
- Toast
- UltraISO